# Gräberfeld von Årre
Das früheisenzeitliche (500–400 v. Chr.) Gräberfeld von Årre (dänisch Tuegravpladsen ved Årre oder Årupgård) liegt am Tingvejen und Trehøjevej im Dorf Bryndumsager (auch Brøndumsager), unweit dreier großer geschützter Grabhügel, östlich von Varde in Südjütland in Dänemark. Das etwa 12 ha große Gräberfeld, das größte aus der vorrömischen Eisenzeit in Dänemark, mit etwa 1500 Hügeln mit Urnengräbern war 1892 noch sichtbar und lag an einem Platz, an dem sich drei Altstraßen trafen.
Der heute oberflächig nicht sichtbare Tuegravpladsen wurde 1892, 1953–1954 und 2008–2012 von Archäologen untersucht. So war es möglich, das Ausmaß des Gräberfeldes zu ermitteln.
Die meisten Hügel hatten 4,0 bis 8,0 m Durchmesser und Höhen von 30 bis 60 cm. Die Urnen enthielten Eisennadeln, Gürtelschnallen, Finger- und Ösenringe. Insgesamt wurden über die Zeit rund 450 Gräber mittels unterschiedlicher Methoden ausgegraben. Die ersten Ausgrabungen erfolgten im Jahr 1892 durch Anders Peter Madsen (1822–1911). Zu dieser Zeit waren die Hügel in der Landschaft noch zu erkennen. 1953 und 1954 erfolgten Grabungen durch Carl Johan Becker (1915–2001). Die letzten wurden 2008 vom Varde Museum gemacht. Bei dieser Gelegenheit wurden die Urnen CT-gescannt.
Bevor das Hügelgräberfeld errichtet wurde, gab es hier drei große Grabhügel, die während der Bronzezeit zwischen 1700 und 1000 v. Chr. errichtet wurden.
Ein ähnlicher Tuegravplads wurde in Årupgård westlich von Gram gefunden.